# Чумная колонна на Рыбной площади
Чумная колонна на Рыбной площади — памятник истории и архитектуры в Братиславе. Возведена в 1713 году в ознаменование окончания в городе эпидемии чумы 1712 года. Находится на месте бывшей Рыбной площади, примыкая к западной оконечности площади Гвездослава.

## История
Во время Северной войны в Европе разразилась эпидемия чумы, особенно сильно поразившая северные и восточные регионы. Из Силезии и Богемии чума проникла во второй половине 1712 года в Венгрию, среди пострадавших городов оказался и Прешбург. В городе погибло более 3800 человек, более полутора тысяч заразившихся сумели выжить. В честь отступления болезни епископ Эстергомский кардинал Кристиан Август Саксен-Цейцский распорядился о строительстве колонны в честь Матери Божьей и Святой Троицы. Деньги для строительства были частично выделены епископом, оставшуюся сумму собрали горожане Прешбурга. Для возведения колонны была выбрана Рыбная площадь на границе Старого города у берега Дуная. Автор оригинальной колонны неизвестен, к середине XVIII столетия колонна значительно изветшала и требовала ремонта
В 1760 году колонна была значительно перестроена. Приглашённый для её ремонта архитектор и скульптор Йозеф Сартори решил не ремонтировать оригинальный столп, а фактически возвести новый. Был выстроен постамент треугольного сечения, по бокам которого были размещены барельефы, связанные с темой чумы — «Помазание», «Святая Розалия» и «Погребение мертвых». Колонну, установленную на постаменте, окружают скульптуры Святого Роха, Святого Андрея и Святого Карла Борромео. Венчает колонну скульптурная группа Святой Троицы, богато украшенная позолоченными элементами.
Колонна с постаментом окружена каменной балюстрадой работы австрийского скульптора Мартина Виктора с дополнительным кованным металлическим ограждением по верху перил. Внутри ограды дополнительно установлены скульптуры первого короля Венгрии Иштвана Святого, преподносящего корону для благославления и защиты Святой Деве Марии. Судя по особенностям двух последних сульптур, своей формой, отделкой и украшениями тяготеющими к более позднему стилю рококо, они были установлены во время более поздней реконструкции колонны в 1772 году. Колонна в дальнейшем неоднократно реставрировалась, последняя по времени реставрация была проведена в 2003—2007 годах.